# Ochrzęstna
Ochrzęstna (łac. perichondrium) – włóknista błona pokrywająca od zewnątrz chrzęstne elementy układu kostnego człowieka (oprócz chrząstek stawowych, chrząstek nasadowych i chrząstek włóknistych), stanowiąca przedłużenie okostnej (np. na chrząstkach żebrowych). Zbudowana jest z tkanki łącznej zbitej, unaczyniona i słabo unerwiona. Składa się z dwóch warstw, z których zewnętrzną budują kolagen typu I, fibroblasty i naczynia krwionośne, a wewnętrzna, zawierająca komórki chondrogeniczne (mezenchymalne komórki macierzyste różnicujące się w chondroblasty i komórki osteoprogenitorowe) ma zdolność wytwarzania i regeneracji tkanki chrzęstnej; zachowuje tę zdolność także poza okresem wzrastania chrząstki.